# Lupus de Spoleto
Lupus de Spoledo (n. ? - d. 752) a guvernat Ducatul de Spoleto între anii 745 și 752.
Lupus a domnit relativ independent față de autoritatea regală longobardă, slăbită în anii care au urmat regelui Liutprand. 
El a oferit multe donații pentru abația din Farfa și a avut o relație apropiată cu abatele Fulcoald.
La moartea sa, ducatul de Spoleto a fost probabil ocupat de regele Aistulf, care l-ar fi oferit apoi unui oarecare Unulf, înainte ca regele să devină și duce de Spoleto.